# Museu da Região Flaviense
O Museu da Região Flaviense insere-se num complexo monumental dos mais emblemáticos que compõem o centro histórico da cidade de Chaves - os Paços do Duque de Bragança, honrando desta forma a memória de D. Afonso, filho legítimo de D. João I, que casou com Dª Brites, filha do Condestável D. Nuno Álvares Pereira.
Após o matrimónio, escolheu a então Vila de Chaves para residência onde mandou construir bem perto do castelo o seu palácio, cuja construção terá começado em 1410 e concluída em 1446. 
Mais do que residência digna de um nobre era um pequeno albergue, e terra onde nasceram os seus três filhos.
Mais certezas temos relativamente à história mais recente do edifício. Sabe-se que em 1739 o Governador das Armas da Província de Trás-os-Montes, General Francisco da Veiga Cabral, mandou construir o edifício cuja fachada se volta para a actual Praça de Camões para  aí instalar o quartel da Guarda Principal e a prisão militar. 
Com funções militares que o edifício, com intervenções de diferentes autores e datas, vai atingir o porte monumental de hoje, com um largo portão encimado por trabalhosas e artísticas armas reais em pedra. Já possuiu mais um piso quando aí funcionaram as casernas de um regimento de infantaria, considerado depois inútil e inestético.
A Exposição permanente no Museu da Região Flaviense tem as coleções:
- Metalurgia pré-romana
- Estátuas-Estela da Idade do Bronze
- Pré-história recente
- Da Pré-história recente à Proto-história
- Padrão dos Povos
- Aquae Flaviae, Cidade e Território
- Epigrafia Votiva, Honorífica e Funerária

- Marcos Miliários e de Divisão Territorial
- O fim do domínio Romano segundo Idácio